# Подсљеме
Подсљеме је градска четврт у граду Загребу која обухватаа насеља у северном делу града, на оброцима Медведнице. Обухвата Шестине, Грачане и Маркушевец.